# Smalbladet stenved
Smalbladet stenved (Phillyrea angustifolia) er en stor, stedsegrøn busk eller et lille træ. Væksten er tæt og fingrenet. Arten hører hjemme i makiområderne ved Middelhavet, hvor den er én af de karakteristiske planter. Blomsterne dufter og tiltrækker mange insekter.

## Kendetegn
Smalbladet stenved er en stedsegrøn busk eller et lille træ. Vækstformen er opstigende med tæt forgrenede, fine grene. Barken er først glat og lyst olivengrøn, så bliver den grå med lyse barkporer, og til sidst kan gamle grene få en fint opsprækkende, grå bark. Knopperne er modsat stillede og læderagtige, små, slanke og grågrønne. Bladene er linjeformede til smalt lancetformede med hel eller delvist tandet rand. Oversiden er mørkt olivengrøn, mens undersiden er lyst grågrøn med en tydelig midterribbe. 
Blomstringen foregår i marts-maj, hvor man finder blomsterne samlet i små stande fra bladhjørnerne. De enkelte blomster er 4-tallige og uregelmæssige, idet de enten er rent hunlige (mangler støvdragere) eller rent hanlige (mangler frugtanlæg). Planteindividerne er enten rent hunlige eller rent hanlige (tvebo). Blomsterne er svovlgule i knopstadiet, men gulligt-hvide som udsprungne. Frugterne er blå eller violette stenfrugter med hver ét frø.
Rodsystemet er meget fint forgrenet, dybtgående og vidt udbredt. 
Arten når en højde på ca. 3 m og noget mere i bredden.

## Udbredelse
Smalbladet stenved har sin naturlige udbredelse i landene omkring den vestlige del af Middelhavet: Marokko, Algeriet og Tunesien samt Portugal, Spanien, Sydfrankrig og Italien. Alle steder er arten knyttet til maki, hvor jorden er veldrænet, kalkrig og fugtig - i det mindste om foråret. 
I klitterne langs regionen Poitou-Charentes' atlanterhavskyst findes arten sammen med bl.a. liguster, tornblad, Centaurea aspera (en art af knopurt), Daphne gnidium (en art af dafne), laurbærbladet soløjetræ, rød skovlilje, steneg, stinkende evighedsblomst, strandfyr, sværdskovlilje, vellugtende skovranke og vild krap

## Anvendelse
Arten bruges i Sydeuropa som klippet hæk, ganske tilsvarende vores anvendelse af liguster.

## Note
1. ↑  Réseau Partenarial des Acteurs du Patrimoine Naturel: Biodiversité en Poitou-Charentes (fransk)